# 原站 (香川縣)
原站（日语：／ Hara eki */?）是一個位於日本香川縣高松市、屬於高松琴平電氣鐵道（琴電）志度線的鐵路車站，車站編號為S14，為無人車站。車站與國道11號並排。

## 車站結構
採用簡易車站模式運作，沒有站房，月台兩端均為車站出入口，且為無障礙斜道。過往月台兩端都可以利用平交道通往國道11號，但現時靠向志度方向的平交道已被撒去，兩端的路口亦已被圍欄所封閉。

### 月台
設有側式月台1座，長度約45米，剛好能讓一列3輛編成的列車停靠。月台中央設有1座約8米長的候車亭，內設有簡易式自動售票機、對應出、入站的IC卡感應器1組及候車長櫈。列車停靠時，往瓦町方向為右側上落；往志度方向為左側上落。
| 路線     | 方向 | 目的地       | 備註 |
| -------- | ---- | ------------ | ---- |
| ■ 志度線 | 上行 | 瓦町方向     |      |
| ■ 志度線 | 下行 | 琴電志度方向 |      |

## 歷史
- 1911年11月18日：隨東讚電氣軌道今橋站～志度站開通而開業[1]。
- 1945年1月26日：被指為不要不急線，包括本站在內、由八栗至志度一段路段休止。
- 1949年10月9日：重新投入服務。

## 使用狀況
| 1日上落人數推斷 | 1日上落人數推斷 |
| 年度            | 1日平均人數     |
| --------------- | --------------- |
| 2011            | 193             |
| 2012            | 198             |
| 2013            | 176             |
| 2014            | 151             |
| 2015            | 156             |
| 2016            | 175             |
| 2017            | 172             |
| 2018            | 179             |
| 2019            | 192             |
| 2020            | 144             |
| 2021            | 144             |
| 2022            | 149             |

## 相鄰車站
高松琴平電氣鐵道（琴電）
■志度線
房前 (S13) - 原 (S14) - 琴電志度 (S15)

## 外部連結
- 高松琴平電鐵原站資訊 （页面存档备份，存于）（日語）